# Seznam cerkva v Sloveniji (Jezus Kristus)
|  | Seznam cerkva: A B C Č D E F G H I J K L M N O P R S Š T U V W Z Ž |

|  | Vsi patrociniji oseb:Jezus KristusMarija |

- Za Gospodovo darovanje glej Marijino darovanje
- Za Gospodovo oznanjenje glej Marijino oznanjenje
- Za Gospodovo razglašenje glej Trije kralji
- Ime Jezusovo nima več cerkve v Sloveniji (tri cerkve na Kočevskem so bile porušene)
- Za Sveto Trojico glej Trojica
- Sostolnica je zapisana krepko

## Bičani Zveličar
| Slika                     | Cerkev          | Naselje | Župnija | Škofija |
| ------------------------- | --------------- | ------- | ------- | ------- |
| Klikni za spremembo slike | Bičani Zveličar | Ruše    | Ruše    | MB      |

## Glej človek
| Slika                     | Cerkev    | Naselje   | Župnija | Škofija |
| ------------------------- | --------- | --------- | ------- | ------- |
| Klikni za spremembo slike | Ecce homo | Rosalnice | Metlika | NM      |

## Gospodov vnebohod
| Slika                     | Cerkev            | Naselje  | Župnija  | Škofija |
| ------------------------- | ----------------- | -------- | -------- | ------- |
| Klikni za spremembo slike | Gospodov vnebohod | Bogojina | Bogojina | MS      |

## Jezusova spremenitev na gori
| Slika                     | Cerkev                       | Naselje | Župnija                    | Škofija |
| ------------------------- | ---------------------------- | ------- | -------------------------- | ------- |
| Klikni za spremembo slike | Jezusova spremenitev na gori | Rogla   | Sveta Kunigunda na Pohorju | MB      |

## Jezusovo vstajenje
| Slika                     | Cerkev              | Naselje     | Župnija     | Škofija |
| ------------------------- | ------------------- | ----------- | ----------- | ------- |
| Klikni za spremembo slike | Vstali Odrešenik    | Senovo      | Senovo      | CE      |
| Klikni za spremembo slike | Gospodovo vstajenje | Škofja Loka | Škofja Loka | LJ      |
| Klikni za spremembo slike | Vstali Zveličar     | Zreče       | Zreče       | MB      |

## Kristus Kralj
| Slika                     | Cerkev        | Naselje         | Župnija  | Škofija |
| ------------------------- | ------------- | --------------- | -------- | ------- |
| Klikni za spremembo slike | Kristus Kralj | Hrastnik        | Hrastnik | CE      |
| Klikni za spremembo slike | Kristus Kralj | Zgornje Škofije | Škofije  | KP      |

## Kristus Odrešenik
| Slika                     | Cerkev             | Naselje     | Župnija                         | Škofija |
| ------------------------- | ------------------ | ----------- | ------------------------------- | ------- |
| Klikni za spremembo slike | Božji Odrešenik    | Ajbelj      | Banja Loka                      | NM      |
| Klikni za spremembo slike | Presveti Odrešenik | Ljubljana   | Ljubljana - Koseze              | LJ      |
| Klikni za spremembo slike | Kristus Odrešenik  | Nova Gorica | Nova Gorica - Kristus Odrešenik | KP      |

## Kristusovo učlovečenje
| Slika                     | Cerkev                 | Naselje   | Župnija             | Škofija |
| ------------------------- | ---------------------- | --------- | ------------------- | ------- |
| Klikni za spremembo slike | Kristusovo učlovečenje | Ljubljana | Ljubljana - Dravlje | LJ      |

## Rešnje telo in kri
| Slika                     | Cerkev             | Naselje   | Župnija                   | Škofija |
| ------------------------- | ------------------ | --------- | ------------------------- | ------- |
| Klikni za spremembo slike | Rešnje telo in kri | Ljubljana | Ljubljana - Podutik       | LJ      |
| Klikni za spremembo slike | Rešnje telo        | Kočevje   | Kočevje                   | MB      |
| Klikni za spremembo slike | Rešnje telo        | Maribor   | Maribor - Sv. Rešnje telo | MB      |

## Srce Jezusovo
- Glej tudi Naša ljuba Gospa presvetega Srca Jezusovega

| Slika                     | Cerkev        | Naselje         | Župnija       | Škofija |
| ------------------------- | ------------- | --------------- | ------------- | ------- |
| Klikni za spremembo slike | Srce Jezusovo | Drežnica        | Drežnica      | KP      |
| Klikni za spremembo slike | Srce Jezusovo | Rakek           | Rakek         | LJ      |
| Klikni za spremembo slike | Srce Jezusovo | Spodnje Škofije | Škofije       | KP      |
| Klikni za spremembo slike | Srce Jezusovo | Velika Polana   | Velika Polana | MS      |
| Klikni za spremembo slike | Srce Jezusovo | Vrtojba         | Vrtojba       | KP      |
| Klikni za spremembo slike | Srce Jezusovo | Zidani Most     | Marija Širje  | CE      |